# Cyrtandra multiseptata
Cyrtandra multiseptata är en tvåhjärtbladig växtart som beskrevs av John Wynn Gillespie. Cyrtandra multiseptata ingår i släktet Cyrtandra och familjen Gesneriaceae. Inga underarter finns listade i Catalogue of Life.